# CA10
CA10 (англ. Carbonic anhydrase 10) – білок, який кодується однойменним геном, розташованим у людей на короткому плечі 17-ї хромосоми. Довжина поліпептидного ланцюга білка становить 328 амінокислот, а молекулярна маса — 37 563.
| 10         |  | 20         |  | 30         |  | 40         |  | 50         |
| ---------- |  | ---------- |  | ---------- |  | ---------- |  | ---------- |
| MEIVWEVLFL |  | LQANFIVCIS |  | AQQNSPKIHE |  | GWWAYKEVVQ |  | GSFVPVPSFW |
| GLVNSAWNLC |  | SVGKRQSPVN |  | IETSHMIFDP |  | FLTPLRINTG |  | GRKVSGTMYN |
| TGRHVSLRLD |  | KEHLVNISGG |  | PMTYSHRLEE |  | IRLHFGSEDS |  | QGSEHLLNGQ |
| AFSGEVQLIH |  | YNHELYTNVT |  | EAAKSPNGLV |  | VVSIFIKVSD |  | SSNPFLNRML |
| NRDTITRITY |  | KNDAYLLQGL |  | NIEELYPETS |  | SFITYDGSMT |  | IPPCYETASW |
| IIMNKPVYIT |  | RMQMHSLRLL |  | SQNQPSQIFL |  | SMSDNFRPVQ |  | PLNNRCIRTN |
| INFSLQGKDC |  | PNNRAQKLQY |  | RVNEWLLK   |  |            |  |            |

A: Аланін

C: Цистеїн

D: Аспарагінова кислота

E: Глутамінова кислота

F: Фенілаланін

G: Гліцин

H: Гістидин

I: Ізолейцин

K: Лізин

L: Лейцин

M: Метіонін

N: Аспарагін

P: Пролін

Q: Глутамін

R: Аргінін

S: Серин

T: Треонін

V: Валін

W: Триптофан

Задіяний у такому біологічному процесі, як альтернативний сплайсинг.